# ニクショル・フォタ
ニクショル・フォタ（Nicușor Fota 、1996年12月1日 - ）は、ルーマニア・ブカレスト出身のプロサッカー選手。コンコルディア・キアジナ所属。ポジションは、ディフェンダー（フルバック）、ミッドフィールダー（レフトミッドフィールダー）。

## タイトル
ラピド・ブカレスト
- リーグII: 2015-16